# Annouville-Vilmesnil
Annouville-Vilmesnil är en kommun i departementet Seine-Maritime i regionen Normandie i norra Frankrike. Kommunen ligger i kantonen Goderville som tillhör arrondissementet Le Havre. År 2022 hade Annouville-Vilmesnil 449 invånare.

## Befolkningsutveckling
Antalet invånare i kommunen Annouville-Vilmesnil
| Referens: INSEE |